# جيم ميلر (لغوي)
جيمس إدوارد ميلر  (بالإنجليزية: Jim Miller)‏ (توفي 8 فبراير 2019)  أستاذ اللغويات المعرفية في جامعة أوكلاند، وباحث في اللغة في بناء الجملة. في الفترة 2003-2007 وكان أستاذ فخري للغة المنطوقة في قسم اللغويات النظرية والتطبيقية بجامعة إدنبرة.